# Ferrari 488 GTB
Ferrari 488 GTB är en sportbil som den italienska biltillverkaren Ferrari introducerade på Internationella bilsalongen i Genève i mars 2015.
Ferrari 488 GTB är en vidareutveckling av företrädaren 458 Italia. Den stora skillnaden är en ny starkare och snålare motor med dubbla turboaggregat men även karossen har uppdaterats för bättre aerodynamik.
Ferrari introducerade den öppna 488 Spider på bilsalongen i Frankfurt i september 2015.
Motor:
| Modell    | Motor              | Cylindervolym | Effekt                 | Vridmoment             | Bränslesystem            |
| --------- | ------------------ | ------------- | ---------------------- | ---------------------- | ------------------------ |
| 488 GTB   | 8-cyl V-motor DOHC | 3902 cm³      | 670 hk vid 8 000 v/min | 760 Nm vid 3 000 v/min | Direktinsprutning, turbo |
| 488 Pista | 8-cyl V-motor DOHC | 3902 cm³      | 720 hk vid 8 000 v/min | 770 Nm vid 3 000 v/min | Direktinsprutning, turbo |

## Bilder

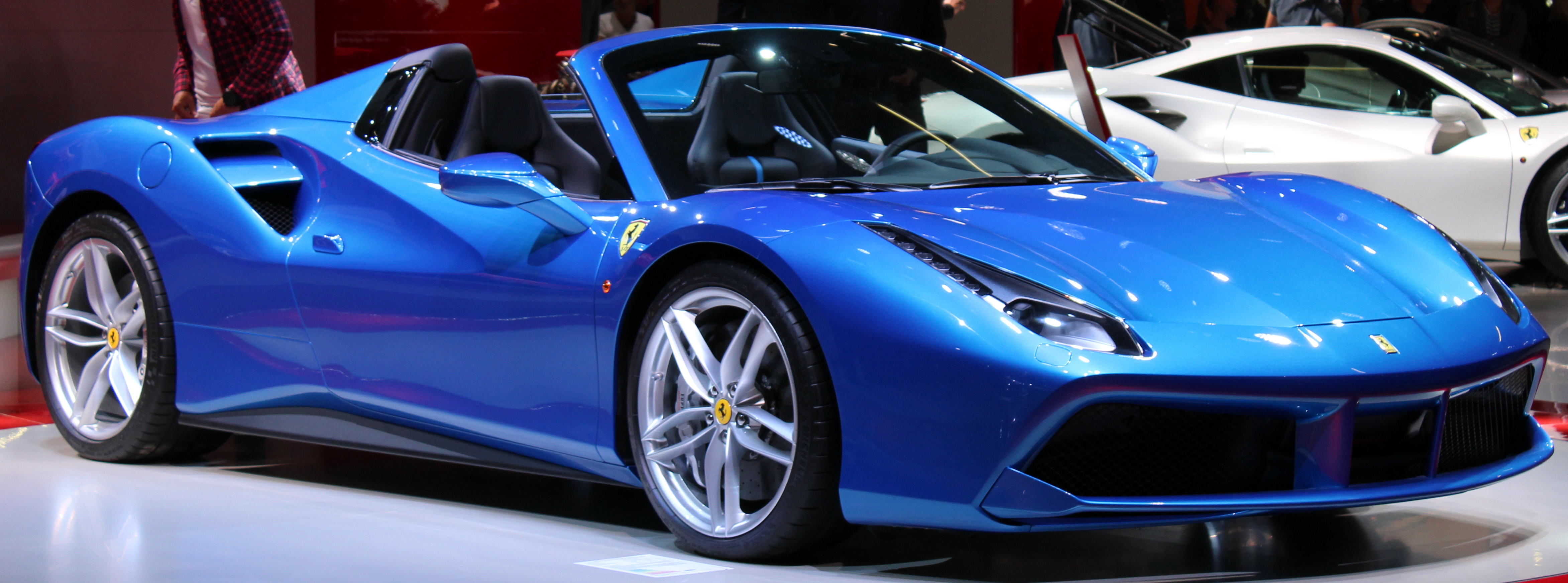
Ferrari 488 Spider
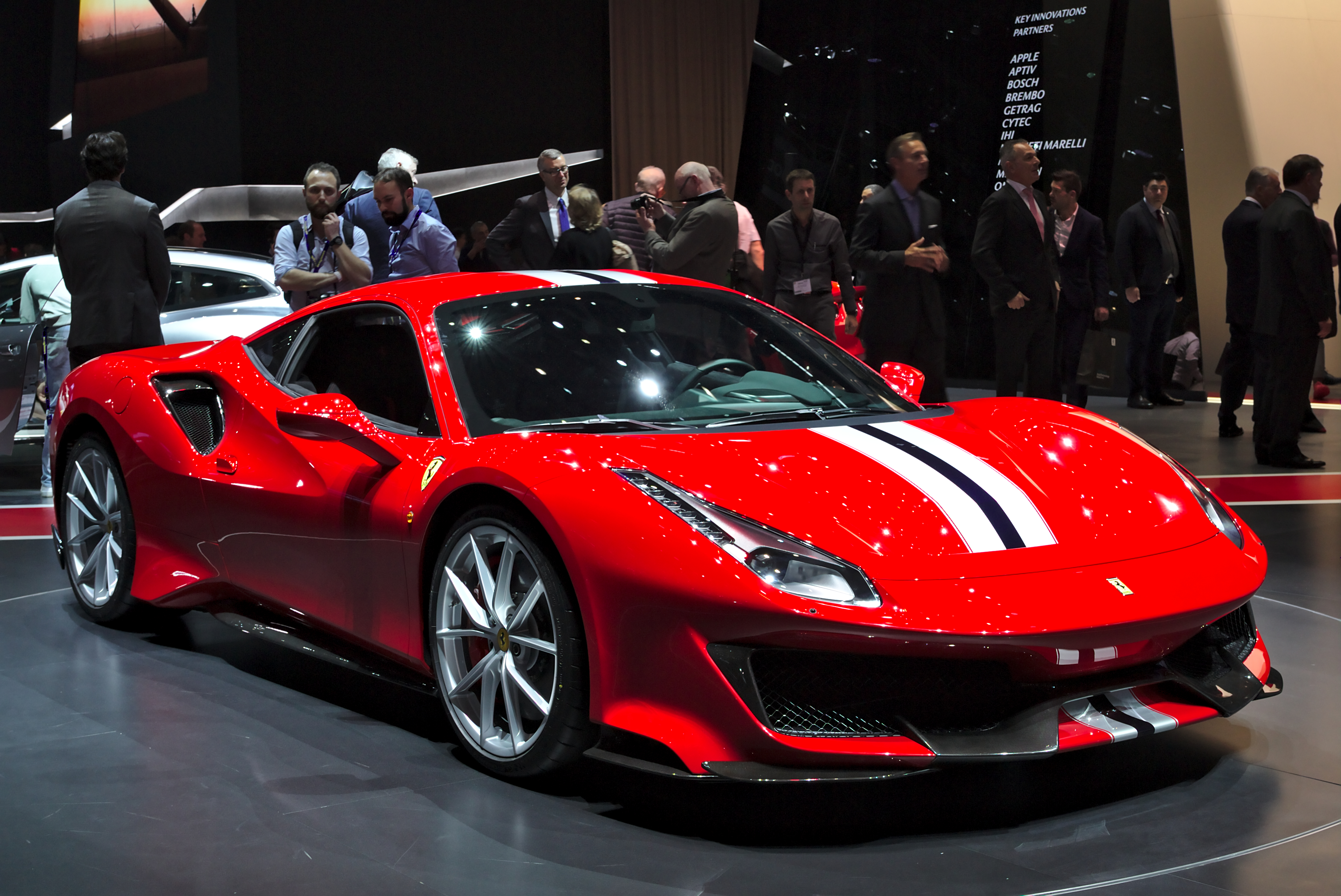
Ferrari 488 Pista
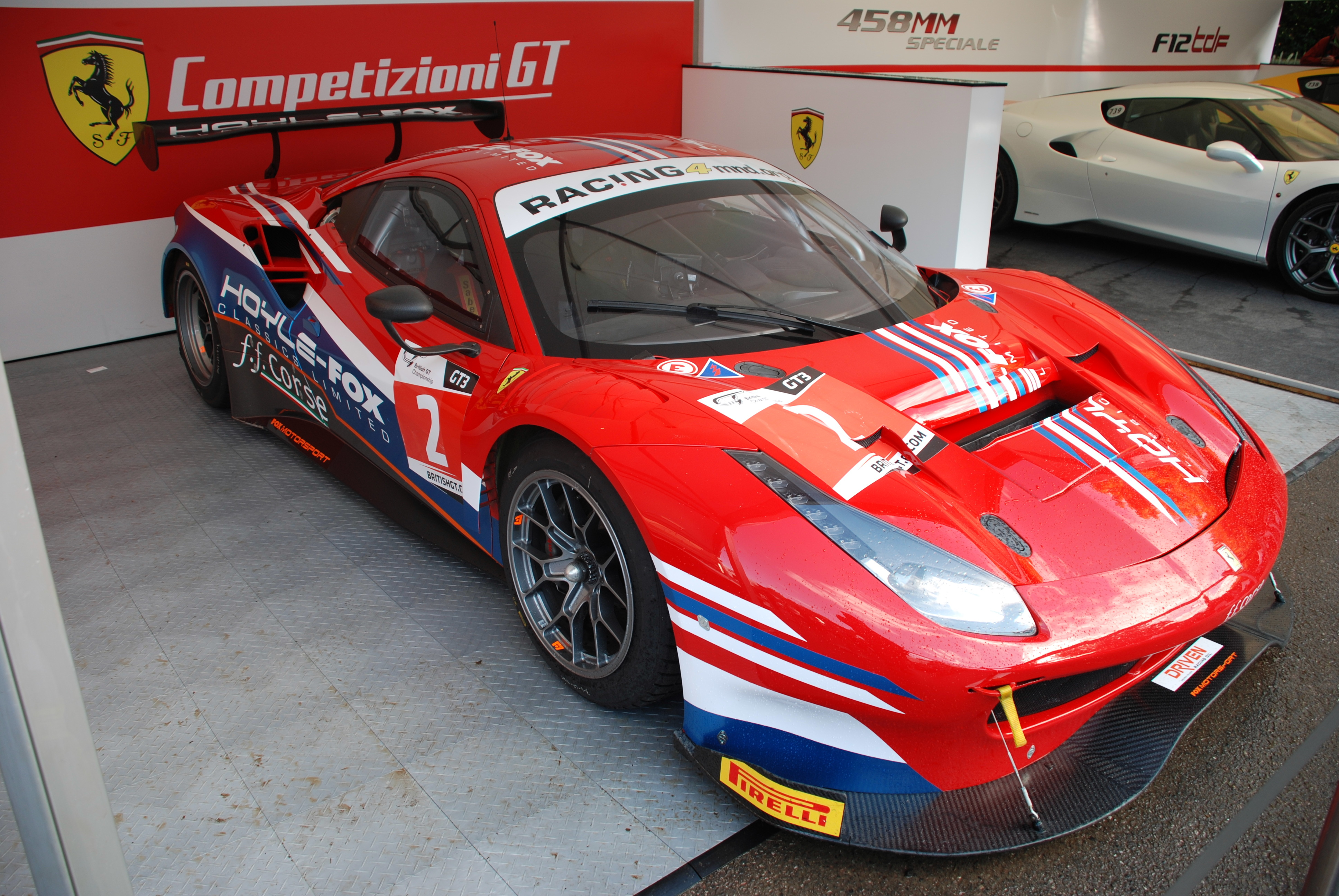
Ferrari 488 GT3